# North Glengarry
North Glengarry (offiziell Township of North Glengarry) ist eine Flächengemeinde im Südosten der kanadischen Provinz Ontario. Das Thownship liegt im Stormont, Dundas and Glengarry United Counties und hat den Status einer Lower Tier (untergeordneten Gemeinde).
Die Gemeinde entstand aus dem ursprünglichen „Glengarry County“. Ende des 18. Jahrhunderts ließen sich hier während der Highland Clearances viele vertriebene Schotten nieder. Ihre Kultur wirkt, unter anderem in den hier ausgetragenen „Glengarry Highland Games“, noch immer nach.

## Lage
North Glengarry liegt im Osten der Provinz und grenzt nach Osten an die benachbarte Provinz Québec. Im Norden wird die Gemeinde vom Rivière Rigaud durchflossen und im Süden vom Rivière Delisle. Die Gemeinde liegt etwa 85 Kilometer Luftlinie östlich von Ottawa bzw. etwa 85 Kilometer Luftlinie westlich von Montreal.
In der Gemeinde gibt es mehrere Siedlungsschwerpunkte. Mit fast 3000 Einwohnern größter und durch den Sitz der Gemeindeverwaltung wichtigster Siedlungsschwerpunkt ist Alexandria, weitere größere Siedlungspunkte sind Glen Robertson und Maxville.

## Bevölkerung
Der Zensus im Jahr 2016 ergab für die Gemeinde eine Bevölkerungszahl von 10.109 Einwohnern, nachdem der Zensus im Jahr 2011 für die Gemeinde noch eine Bevölkerungszahl von 10.251 Einwohnern ergeben hatte. Die Bevölkerung hat damit entgegen dem Trend in der Provinz zum letzten Zensus im Jahr 2011 schwach um 1,4 % abgenommen, während der Provinzdurchschnitt bei einer Bevölkerungszunahme von 4,6 % lag. Bereits im Zensuszeitraum von 2006 bis 2011 hatte die Einwohnerzahl in der Gemeinde entgegen dem Provinzdurchschnitt um 3,6 % abgenommen, während die Gesamtbevölkerung in der Provinz um 5,7 % zunahm.

## Sprache
In der Gemeinde lebt eine relevante Anzahl von Franko-Ontariern. Bei offiziellen Befragungen gaben fast die Hälfte der Einwohner an, Französisch als Muttersprache oder Umgangssprache zu verwenden. Auf Grund der Anzahl an französischsprachigen Einwohner gilt in der Gemeinde der „French Language Services Act“. Obwohl Ontario offiziell nicht zweisprachig ist, sind nach diesem Sprachgesetz die Provinzbehörden verpflichtet, ihre Dienstleistungen in bestimmten Gebieten auch in französischer Sprache anzubieten.

## Verkehr
North Glengarry wird im Norden vom Kings Highway 417, welcher hier Teil des Trans-Canada-Highway-Systems ist, in Ost-West-Richtung durchquert. Weiterhin liegt North Glengarry an der Bahnstrecke Montreal–Ottawa und in Alexandria halten planmäßig die Corridor-Personenzüge der VIA Rail.